# Оук-Гроув (Кентуккі)
Оук-Гроув (англ. Oak Grove) — місто (англ. city) в США, в окрузі Крістіан штату Кентуккі. Населення — 7931 особа (2020).

## Географія
Оук-Гроув розташований за координатами 36°40′28″ пн. ш. 87°25′22″ зх. д. / 36.67444° пн. ш. 87.42278° зх. д. (36.674398, -87.422830).  За даними Бюро перепису населення США в 2010 році місто мало площу 27,94 км², з яких 27,85 км² — суходіл та 0,09 км² — водойми.

## Демографія
Згідно з переписом 2010 року, у місті мешкало 7489 осіб у 2779 домогосподарствах у складі 1923 родин. Густота населення становила 268 осіб/км².  Було 3343 помешкання (120/км²).
Расовий склад населення:
| - 63,5 % — білих - 22,2 % — чорних або афроамериканців - 1,6 % — азіатів - 1,2 % — корінних американців - 0,7 % — вихідців з тихоокеанських островів - 4,4 % — осіб інших рас |

До двох чи більше рас належало 6,4 %. Частка іспаномовних становила 13,2 % від усіх жителів.
За віковим діапазоном населення розподілялося таким чином: 32,8 % — особи молодші 18 років, 65,8 % — особи у віці 18—64 років, 1,4 % — особи у віці 65 років та старші. Медіана віку мешканця становила 24,1 року. На 100 осіб жіночої статі у місті припадало 101,2 чоловіків;  на 100 жінок у віці від 18 років та старших — 97,6 чоловіків також старших 18 років.
Середній дохід на одне домашнє господарство  становив 43 283 долари США (медіана — 38 975), а середній дохід на одну сім'ю — 45 763 долари (медіана — 43 093). Медіана доходів становила 33 106 доларів для чоловіків та 31 086 доларів для жінок. За межею бідності перебувало 20,5 % осіб, у тому числі 25,4 % дітей у віці до 18 років та 0,0 % осіб у віці 65 років та старших.
Цивільне працевлаштоване населення становило 2511 осіб. Основні галузі зайнятості: виробництво — 18,8 %, роздрібна торгівля — 15,5 %, публічна адміністрація — 15,2 %.